# Карточка с оплаченным ответом
Карточка с оплаченным ответом — вид двойных почтовых карточек, состоящих из двух частей: одна предназначена для запроса, другая — для ответа. Выпускались с июля 1872 года, с июля 1971 года не допускаются в международном почтовом обращении.

## Описание
Почтовые карточки с оплаченным ответом представляли собой почтовую карточку вместе с почтовой карточкой для ответа, то есть были двойными — состоящими из двух частей. У каждой из частей обычно имелся свой знак почтовой оплаты, соответственно они могли использоваться самостоятельно. 
Впервые карточки с оплаченным ответом были эмитированы в Германии в 1872 году (1 июля). Такие почтовые карточки выпускались во многих странах.
В России карточки с оплаченным ответом издавались с 1886 года.
Решением Всемирного почтового союза с июля 1971 года карточки с оплаченным ответом были запрещены в международном почтовом обращении, и их выпуск повсеместно прекратился.